# Rosenbach, Görlitz
Rosenbach är en kommun och ort i Landkreis Görlitz i förbundslandet Sachsen i Tyskland. Kommunen bildades den 1 januar 1994 genom en sammanslagning av kommunerna Bischdorf och Herwigsdorf. Kommunen har cirka 1 500 invånare.
Kommunen ingår i förvaltningsområdet Löbau tillsammans med kommunerna Großschweidnitz, Lawalde och Löbau.